# Crangonyx dearolfi
Crangonyx dearolfi és una espècie de crustaci amfípode pertanyent a la família Crangonyctidae.
Fa 1,5 cm de llargària total. És cec. És detritívor i carronyer. Viu a l'aigua dolça de cinc coves. Es troba a Nord-amèrica: Maryland i el sud-est de Pennsilvània.